# Front militaire
Pour les articles homonymes, voir front.
Ne doit pas être confondu avec Front (unité soviétique).
Un front militaire est une frontière, contestée entre deux forces combattantes. Un front peut être local et tactique ou peut s'étendre sur un large théâtre d'opérations comme le front de l'Est durant la Seconde Guerre mondiale. La ligne de front peut-être déformée par des saillants et des rentrants. Un saillant risque d'évoluer en encerclement, détaché de la ligne de front.

## Guerre de position et guerre de mouvement
On peut distinguer deux situations durant une guerre, la guerre de mouvement, et la guerre de position.
Durant la Première Guerre mondiale, en 1914 l'armée allemande lance son offensive, l'armée française adverse recule. La ligne de front est par conséquent en constant déplacement, c'est la guerre de mouvement (août/septembre 1914).
Ensuite il y a la période 1915-1917 de la Première Guerre mondiale, où deux armées sont (à l'exception d'accrochages locaux) campées sur leurs positions, souvent fortifiées, dans des tranchées, les terrains séparant les deux forces combattantes sont parfois minés. Le front est donc statique, c'est la guerre de position.